# Fryderyk za album roku muzyka kameralna – większe składy
Fryderyk za album roku muzyka kameralna – większe składy – polska nagroda muzyczna Fryderyk, przyznawana corocznie od roku 2022 w sekcji muzyki klasycznej w kategorii album roku muzyka kameralna – większe składy. Honoruje wykonawców za album muzyki kameralnej nagranej w więcej niż dwie osoby. Fryderyki są przyznawane od 1995 przez Związek Producentów Audio-Video (ZPAV) za osiągnięcia w rodzimym przemyśle muzycznym. Od 2000 za wyłanianie nominowanych, a następnie laureatów odpowiedzialna jest powołana przez ZPAV Akademia Fonograficzna.
Kategoria została wprowadzona podczas 28. edycji, Fryderyków 2022, w wyniku podziału kategorii album roku muzyka kameralna na dwie: album roku muzyka kameralna – duety i album roku muzyka kameralna – większe składy.
Kwartet Śląski otrzymał w kategorii najwięcej nominacji (4) i nagród (3).

## Laureaci i nominowani
Kolor złoty oznacza nagrodzony album i laureatów.
| Rok  | Album                                                                                    | Nominowani | Źr.   |
| ---- | ---------------------------------------------------------------------------------------- | --- | ----- |
| 2022 | Mieczysław Wajnberg: String Quartets Nos. 1, 16 & 17                                     | Kwartet Śląski | [ 4 ] |
| 2022 | Adela                                                                                    | Aleksander Dębicz, Łukasz Kuropaczewski i Jakub Józef Orliński | [ 4 ] |
| 2022 | Aleksander Kościów: Chamber Works                                                        | Joanna Freszel, Roksana Kwaśnikowska, Piotr Zawadzki i Łukasz Chrzęszczyk | [ 4 ] |
| 2022 | Bacewicz, Tansman: Piano Quintets                                                        | Julia Kociuban i Messages Quartet | [ 4 ] |
| 2022 | Stanisław Moryto: Solo & Chamber Works                                                   | Klaudiusz Baran, Joanna Freszel, Karol Gajda, Rafał Grząka, Paweł Gusnar, Mateusz Kowalski, Maria Peradzyńska-Filip, Miłosz Pękala i Michał Sławecki                                                                   | [ 4 ] |
| 2023 | Mieczysław Wajnberg: String Quartets Nos. 5 & 6                                          | Kwartet Śląski | [ 5 ] |
| 2023 | Johannes Brahms: Piano Quintet in F minor Op. 34, String Quartet in A minor Op. 51 No. 2 | Robert Morawski i Kwartet Camerata | [ 5 ] |
| 2023 | Sinfonia Varsovia: Chamber Way                                                           | Sinfonia Varsovia Brass, Sinfonia Varsovia String Quintet i Sinfonia Varsovia Wind Quintet | [ 5 ] |
| 2023 | Skrowaczewski: Chamber Works                                                             | Andrzej Ciepliński, Jakub Jakowicz, Alicja Bator, Piotr Hausenplas, Arkadiusz Krupa, Maciej Kułakowski, Marek Romanowski, Aleksandra Świgut, Marcel Markowski, Łukasz Chrzęszczyk, Grażyna Zbijowska i Jakub Jackowski | [ 5 ] |
| 2023 | Władysław Żeleński: I Kwartet smyczkowy F-dur op. 28, Wariacje na temat własny op. 21    | Equilibrium String Quartet | [ 5 ] |
| 2024 | Eugeniusz Knapik – Chamber Works                                                         | Kwartet Śląski, Piotr Lato (klarnet) i Piotr Sałajczyk (fortepian) | [ 6 ] |
| 2024 | Krzysztof Penderecki – String Quartets, Clarinet Quartet, String Trio                    | Meccore String Quartet i Jan Jakub Bokun (klarnet) | [ 6 ] |
| 2024 | Paris Polonais                                                                           | Meccore String Quartet | [ 6 ] |
| 2024 | Polish Cello Quartet – Chopin Project                                                    | Polish Cello Quartet (Tomasz Daroch, Wojciech Fudala, Krzysztof Karpeta, Adam Krzeszowiec) | [ 6 ] |
| 2024 | Stanisław Moryto – Chamber Music                                                         | Prima Vista String Quartet, Phan Ha Ngan (fortepian), Piotr Hausenplas (wiolonczela) i Paweł Pańta (kontrabas) | [ 6 ] |
| 2025 | Penderecki, Szymanowski, Bacewicz, Górecki, Łukaszewski                                  | Dafô String Quartet | [ 7 ] |
| 2025 | Polish Piano Quintets                                                                    | Kwartet Śląski, Zygmunt Krauze, Eugeniusz Knapik, Piotr Sałajczyk, Tymoteusz Bies | [ 7 ] |
| 2025 | Tha’ Munnot Waste No Time                                                                | Iwona Mironiuk (fortepian), Szabolcs Esztényi (fortepian), Eugeniusz Knapik (fortepian), Aleksander Romański (klarnet)                                                                                                 | [ 7 ] |
| 2025 | Wajnberg, Tansman, Przybylski: Clarinet Quintets                                         | Piotr Lato (klarnet), Messages Quartet | [ 7 ] |
| 2025 | Wieniawski, Paderewski – Souvenir de Posen                                               | Meccore String Quartet | [ 7 ] |

## Statystyki
| Liczba | Osoba/zespół   | Lata             |
| ------ | -------------- | ---------------- |
| 3      | Kwartet Śląski | 2022, 2023, 2024 |

| Liczba | Osoba/zespół           | Lata                   |
| ------ | ---------------------- | ---------------------- |
| 4      | Kwartet Śląski         | 2022, 2023, 2024, 2025 |
| 3      | Meccore String Quartet | 2024 (×2), 2025        |
| 2      | Arkadiusz Krupa        | 2023 (×2)              |
| 2      | Eugeniusz Knapik       | 2025 (×2)              |
| 2      | Joanna Freszel         | 2022 (×2)              |
| 2      | Łukasz Chrzęszczyk     | 2022, 2023             |
| 2      | Marcel Markowski       | 2023 (×2)              |
| 2      | Messages Quartet       | 2022, 2025             |
| 2      | Piotr Hausenplas       | 2023, 2024             |
| 2      | Piotr Lato             | 2024, 2025             |
| 2      | Piotr Sałajczyk        | 2024, 2025             |